# Liga Céltica

As seis nações da Liga Céltica

A Liga Céltica é uma organização política e cultural nas nações célticas modernas.

## História
Fundada em 1961, a actual Liga Céltica surgiu a partir de várias organizações pan-célticas, em especial o Congresso Céltico Internacional, mas com maior ênfase política. Previamente, pessoas como Hugh MacDiarmid e outros sugeriram algo do género.
A Liga começou no festival nacional Eisteddfod de 1961 em Rhosllanerchrugog, perto de Wrexham no nordeste do País de Gales. Dois dos membros fundadores foram Gwynfor Evans e J. E. Jones, respectivamente presidente e secretário-geral do partido galês Plaid Cymru. Também manifestaram o seu interesse partidos escoceses e dois proeminentes exilados bretões, Yann Fouéré e Alan Heusaff.
A Filial Americana da Liga Céltica (CLAB) foi fundada em Nova Iorque em 1974. É pouco activa nas reuniões anuais.
A candidatura da Galiza, no extremo noroeste da Espanha, a membro das "Nações Celtas" foi recusada pela Liga Céltica apesar de esta reconhecer a sua herança céltica.

## Composição
A organização é composta pelas seguintes nações celtas: 
- Breizh / Bretagne (Bretanha)
- Kernow / Cornwall (Cornualha)
- Alba / Scotland (Escócia)
- Mannin / Isle of Man (Ilha de Man)
- Éire / Ireland (Irlanda, na República da Irlanda  e Reino Unido )
- Cymru / Wales (País de Gales)

### Estatuto político
O estatuto político dos vários países varia grandemente. Tanto o Reino Unido como a França eram estados muito centralizados, principalmente a França.
As nações célticas têm, no início do século XXI, algum grau de autonomia, apesar de a Irlanda ainda estar dividida em duas partes:
- República da Irlanda - Independente.
- Irlanda do Norte - Conforme o Acordo de Belfast (1998) a região teria alguma autonomia, mas as controvérsias entre unionistas e nacionalistas irlandeses fizeram com que o governo britânico voltasse a controlar a região directamente a partir de Londres.
- Ilha de Man - Não faz parte do Reino Unido nem da União Europeia, sendo uma dependência da Coroa Britânica, localizada entre as duas maiores ilhas britânicas; tem autonomia e parlamento próprio (Tynwald).
- Escócia - Além de outros direitos de autonomia, o Parlamento Escocês foi restabelecido em 1999.
- País de Gales - Embora com menos autonomia que a Escócia, também tem uma Assembleia Nacional desde 1999.
- Cornualha - Há uma campanha para uma Assembleia da Cornualha e um movimento para o auto-governo do actual Ducado da Cornualha, localizado no sudeste da Ilha da Grã-Bretanha.
- Bretanha - Independente até 1532, é actualmente apenas uma região administrativa dentro do estado francês.

## Objectivos
O objectivo fundamental da Liga Céltica é contribuir, como organização internacional, para os esforços das seis nações célticas manterem ou alcançarem sua liberdade política, cultural, social e econômica. Isto inclui: 
- "promover a cooperação entre povos célticos."
- "desenvolver a consciência do relacionamento e solidariedade especiais entre eles."
- "tornar as lutas e realizações nacionais mais conhecidas no exterior."
- "fazer campanha para uma associação formal de nações célticas quando duas ou mais delas conseguirem o auto-governo."
- "promover o uso dos recursos nacionais de cada um dos países célticos para o benefício de todos seus povos."
- "cada nação céltica é condicionada por uma história diferente e assim não devemos esperar a uniformidade de pensamento, permitindo preferivelmente que a diversidade se expresse dentro da Liga Céltica. Desta maneira, podemos reconhecer melhor as áreas de cooperação possível e eventualmente formular uma política comum detalhada. Com isto podemos identificar que tipo de relações entre as nossas comunidades permitirão usufruir as liberdades, quer individuais quer ao nível da comunidade."

Ou seja, a Liga Céltica procura juntar os vários movimentos de independência destes seis países. A língua e as organizações culturais desempenham frequentemente um papel importante. Há algumas diferenças no entendimento destes objectivos, que vai desde reuniões gerais até uma verdadeira federação semelhante ao Conselho Nórdico. A Liga Céltica também faz campanha pela reunificação da Irlanda e  pelo retorno do departamento de Loire-Atlantique à Bretanha. Ao longo dos anos, a Liga Céltica tem feito consistentemente campanhas de apoio das línguas dos países célticos e pelo retorno dos antigos objectos de arte retirados destes países e que se encontram em museus de outras áreas. Estas campanhas têm sido conduzidas de várias maneiras.

## Filiais
As seis filiais da Liga Céltica são normalmente conhecidas pelo nome do respectivo país na língua céltica local: Breizh (Bretanha), Kernow (Cornualha), Alba (Escócia), Mannin (Ilha de Man), Éire (Irlanda) e Cymru (País de Gales).
Há também uma Filial Internacional e outras baseadas nos EUA e em Londres. Havia uma filial na Ilha Cape Breton (Eilean Cheap Breatuinn), Nova Escócia, Canadá, onde uma pequena comunidade de falantes de gaélico escocês ainda existe. Foi tentado, sem sucesso, estabelecer filiais na Austrália e no vale de Chubut (Afon Camwy), Patagónia argentina, onde existe uma comunidade de falantes de galês.

## Revistas
A Liga Céltica publica uma revista trimestral chamada Carn, que destaca e aprofunda os objectivos da Liga. Os artigos são produzidos nas seis línguas célticas vivas (incluindo manês e córnico) e em inglês. No passado apareceram também artigos em francês. Durante anos, Carn afirmou-se como a única publicação regular em todas as línguas célticas sobreviventes.
A filial norte-americana da Liga Céltica (CLAB) publica a sua própria newsletter trimestral, Six Nations, One Soul, que fornece notícias da filial e eventos dentro das comunidades célticas dos Estados Unidos da América. Publica cartas dos membros, revistas de livros e registos de interesse céltico. Produz também o seu próprio calendário todos os anos, com arte dos seus membros, citações apropriadas e aniversários.
Outras filiais publicaram revistas de tempos a tempos, mas poucas permaneceram muito tempo. 